# Бачинский, Юлиан Александрович
Юлиан Александрович Бачинский (28 марта 1870, Новосёлка, Тернопольщина — 6 июня 1940, Ленинградская область) — украинский политический и общественный деятель, публицист марксистского толка, один из основателей Русско-украинской радикальной партии (1890) и Украинской социал-демократической партии (1899), дипломат.

## Биография
Родился в семье ректора Львовской греко-католической духовной семинарии А. Бачинского (семья была шляхетского происхождения и носила герб Сас). В становлении его личности заметную роль сыграло непосредственное знакомство с Иваном Франко и Михаилом Драгомановым, а также участие в тайном ученическом кружке еще во время учёбы в Львовской классической гимназии.
Высшее образование получил на юридических студиях Львовского и в Берлинском университетах. Увлёкшись социалистическими идеями, стал одним из участников учредительного съезда и лидеров «молодёжного», социал-демократического, крыла (Евгений Левицкий, Вячеслав Будзиновский, Николай Ганкевич) Русско-украинской радикальной партии — первой политической партии на территории Украины.
В 1895 году Юлиан Бачинский опубликовал книгу «Ukraina Irredenta» («Україна уярмлена»), в которой на основании марксистского анализа зарождения и развития капиталистических отношений на Украине, а также процессов пролетаризации и эмиграции галицких крестьян, первым обосновал необходимость создания Украинского соборного государства под девизом: «Свободная, великая, политически самостоятельная Украина, единая, неделимая от Сяна по Кавказ». При этом автор подчёркивал, что использует термин «Украина» не в национальном, но в территориальном значении, и борьба за её независимость касается всех населяющих её, «без оглядки на то, это автохтон» либо «великоросс, поляк, еврей или немец».
Бачинский, чья книга открывалась эпиграфом из Николая Чернышевского о постоянной смене форм и вытеснении старого новым, считал, что формирование украинской политической нации является противовесом отжившим своё монархиям (Российской и Австро-Венгерской империи) и будет способствовать социально-экономическому и культурному развитию, приближая момент социалистической революции и переустройства мира на интернационалистических началах.
Второй раз эта книга в новой редакции была издана в 1899 году, а прижизненное последнее издание относится к 1924 году, в котором обширное предисловие написал Владимир Дорошенко.
После выхода книги в свет и выступления Бачинского на ІV съезде РУРП постулат политической независимости Украины был включён в программу партии. Однако руководство партии отказывалось трансформировать её в составляющую Социал-демократической рабочей партии Австрии, и Юлиан Бачинский с единомышленниками покинул её, проведя 17 сентября 1899 года в Рабочем доме во Львове учредительную конференцию УСДП. Конференция приняла Гайнфельдскую программу австрийской социал-демократии и избрала руководящий орган партии в составе И. Возняка, Н. Ганкевича и Ю. Бачинского.
На протяжении 1905—1906 годов находился в США и Канаде. Автор исследования «Украинская иммиграция в Соединенных Государствах Америки» (1914).
В условиях, близких к расколу партии, вызванному противоречиями касательно взаимодействия с польскими социал-демократами, Бачинский безуспешно выставлял от УСДП свою кандидатуру на выборах в австрийский парламент в 1911 году. Раскол оформился на съезде в декабре 1911 года, на котором с небольшим перевесом в голосах была внесена поправка с осуждением брошюры Бачинского, и был преодолён только на объединительном съезде в марте 1914 года. В 1915 году Бачинский был мобилизован для службы в одной из тыловых частей австрийской армии в венгерском городе Мишкольце, где он находился до конца войны.
С 1918 года был членом Украинской национальной рады ЗУНР-ЗОУНР в Галиции. Активный участник Украинской революции 1917—1920 годов, Бачинский вместе с тем на протяжении почти всех событий революции и гражданской войны находился за границей, так как был назначен председателем дипломатической миссии УНР в Вашингтоне (август 1919-май 1921 годов), сменив Е. Голицынского.
Не стал возвращаться в Галицию, вошедшую в состав Польши, с 1921 по 1923 годы жил в Вене, затем — в Германии, в Берлине. Поддерживал связь с западноукраинской социал-демократической и националистической эмиграцией. Как организатор социал-демократической партии и марксист, с симпатией относился к СССР и надеялся на возможность сотрудничества с российскими большевиками, что нашло своё отражение в книге «Большевистская революция и Украинцы. Критические заметки» («Большевицька революція і Українці. Критичні замітки»), изданной в Берлине в 1925 и 1928 годах. Приехав во Львов в 1931 году, был арестован польской полицией и осуждён за хранение 21 экземпляра этой книги к году тюремного заключения.
Отбыв наказание, Бачинский вернулся в Берлин, затем некоторое время в 1933 году издавал и редактировал журнал «Свободная трибуна» в Праге. На страницах журнала в статье «На перепутьях западноукраинской интеллигенции» приветствовал национально-культурное возрождение в Советской Украине. Одновременно активно искал возможность переехать в СССР, чтобы участвовать в строительстве социализма.
В ноябре 1933 года Бачинский получил разрешение на въезд в Советский Союз и вместе с дочерью Еленой прибыл в Харьков. В «свидетельстве на пребывание иностранца» за № 500556, выданной польскому гражданину Бачинскому 19 мая 1934 года, в графе «Цель приезда» записано — «работать».
Проживая в Харькове, Бачинский устроился на работу в издательство «Украинская Советская Энциклопедия», где намеревался участвовать в подготовке её издания в 20 томах. Кроме того, он подписал соглашение с издательством «Украинский рабочий» о подготовке книги «16 лет Советской Украине», для написания которой начал делать выписки и собирать различные материалы. Однако сталинское руководство уже сворачивало курс на украинизацию и начинало массовые репрессии.
В ноябре 1934 года Бачинский был арестован в своей харьковской квартире, обвинён в участии в мифическом «Всеукраинском центре контрреволюционной, националистической организации ОУН-УВО, ставившая своей целью свержение советской власти на Украине» (причём аббревиатура ОУН означала не «Организацию украинских националистов», а некое «Объединение украинских националистов») и доставлен в Киев под спецконвоем.
В феврале 1935 года Бачинскому предъявлено обвинительное заключение следствия, но он на протяжении всего следствия отказывался признавать себя виновным. 28 марта 1935 года, в день 65-летия Юлиана Бачинского, выездная сессия Военной коллегии Верховного суда СССР приговорила его и А. Крушельницкого к 10 годам лишения свободы каждого с конфискацией имущества.
Находился в исправительно-трудовых лагерях ГУЛАГ в Ленинградской области, где и умер 6 июня 1940 года. Реабилитирован посмертно в период хрущёвской «оттепели» в октябре 1957 года.

## Произведения
- Бачинський Ю. Україна irredenta; з передм. В. Дорошенка Архивная копия от 29 марта 2020 на Wayback Machine і додатком: Листуванє Ю.Бачинського з М.Драгомановом з приводу «України irredent-и» Архивная копия от 30 мая 2019 на Wayback Machine. — 3-тє вид. — Берлін: Видавництво Української Молоді, 1924. — XXVIII, 237 с.
- Бачинський Ю. Поділ Галичини // Львів: Руслан. — 1897. — Ч. 116. — 24 травня (5 червня).
- Бачинський Ю. Ґльосси Архивная копия от 29 марта 2020 на Wayback Machine. Львів: Друкарня Народова Манєцких, 1904. — 143 с.
- Бачинський Ю. Взаємні відносини соціал-демократичних партій, української і польської, в Східній Галичині. — Львів: Друк. «Уділова», 1910. — 56 с.
- Бачинський Ю. Українська імміґрація в З'єднаних Державах Америки. Архивная копия от 28 января 2022 на Wayback Machine — Львів: Наукове товариство ім. Шевченка, 1914. — 492 с.
- Бачинський Ю. Большевицька революція і Україна. Критичні замітки. Архивная копия от 27 января 2022 на Wayback Machine — Берлін: Український прапор, 1925.— 48 с.